# 2023年納什維爾學校槍擊案
2023年納什維爾學校槍擊案，是指當地時間2023年3月27日，美国田纳西州戴维森县纳什维尔的一间私立基督教学校发生大规模枪击事件。造成6人死亡，其中有3名儿童、3名教职员，枪手在杀害6人后被警方击毙。枪手是28岁的学校前学生，为跨性別男性。

## 背景
圣约学校是位於纳什维尔富人区格林希尔斯的一所私立基督教学校，招收学前班到六年级的学生。它成立于2001年，隶属于美洲长老会下的纳什维尔圣约长老会，在校学生约200人。

## 事發經過
美国中部夏令时间上午9时54分，黑尔驾驶本田飞度来到学校停车场。9时57分，黑尔在Instagram给一位友人发送私訊，表示自己计划在當天去死，来生再见。其友人先是联系危机热线，后于10时13分联系戴维森县治安官办公室，但为时已晚。
10时11分，黑尔帶着两支步枪和一把手枪射穿一组玻璃侧门，进入學校。10时13分，警方接到首通报告枪手开火的報警电话。
首批警员在10时24分到达学校，于10时25分进入學校，從一樓开始疏散人员，并逐个房间搜索枪手。在听到二楼的枪声後，五名警员上楼，发现枪手在大堂，从窗户向到达的警车开枪。两名警员开了8枪，於10时27分將槍手擊斃。

## 嫌犯
枪手名叫艾登·黑尔（Aiden Hale）。警察一开始通过其出生名奥德蕾·伊丽莎白·黑尔（Audrey Elizabeth Hale）断定为女性，但后来发现其实是跨性别男性。他时年28岁，是位没有犯罪记录的纳什维尔居民，曾是该学校的学生。他是一名插画师和平面设计师，2022年刚自纳什维尔的努西艺术和设计学院（Nossi College of Art & Design）毕业。

## 後續
4月3日，数千名美国田纳西州的学生前往田纳西州议会大厦游行抗议枪支暴力。有3名民主黨籍田纳西州议员在田纳西众议院使用扩音器带头喊抗议口号。不過該3人因在未获认可的情况下发言，因此遭控违反众议院规定。最終3名民主黨籍中的2名非洲裔議員於4月6日被共和党主导的田纳西州议会开除。